# Ágensorientált programozás
Ágensorientált programozás (AOP) egy programozási paradigma, ahol szoftver elkészülésének középpontjában a szoftverágensek koncepciója áll. Ellentétben az objektumorientált programozással, amelynek az objektumok (metódusokat biztosít változó paraméterekkel) állnak a középpontban, míg az AOP középpontjában külsőleg meghatározott ágensek (interfészekkel és üzenetküldő képességekkel) állnak. Úgy lehet őket felfogni, mint a objektumok absztrakcióit. A üzeneteket a fogadó "ágensek" értelmezik, az ágensek osztályára jellemző módon.

## Történet
Történelmileg az ágensorientált programozást, és az ötletet, hogy szoftver az ágens fogalmának középpontjába álljon, Yoav Shoham vezette be, a mesterségesintelligencia- tanulmányai során 1990-ben.  Az ágensei azok saját paradigmájára specifikusak, mivel csak egyetlen metódusuk van, egyetlen paraméterrel. Yoav Shohamot idézve 1990-es írásából, amelyben az AOP és az OOP közötti alapvető különbségről ír:
... ágensorientált programozás (AOP), amely az objektumorientált programozás specializációjának tekinthető. . . .
|                                                 | OOP                                 | AOP                                                                   |
| ----------------------------------------------- | ----------------------------------- | --------------------------------------------------------------------- |
| Alapegység                                      | objektum                            | ágens                                                                 |
| Az alapegység állapotát meghatározó paraméterek | kötetlen                            | hiedelmek, elkötelezettségek, képességek, választási lehetőségek, ... |
| A számítás folyamata                            | üzenettovábbítás és válaszmetódusok | üzenettovábbítás és válaszmetódusok                                   |
| Az üzenet típusai                               | kötetlen                            | tájékoztatás, kérés, ajánlat, ígéret, elutasítás,. . .                |
| A módszerekre vonatkozó korlátozások            | nincs                               | őszinteség, következetesség,. . .                                     |

## Keretrendszerek
Számos AOP-"keretrendszer" van, más néven ágensplatformok, amelyek megvalósítják Shoham programozási paradigmáját. A következő példák szemléltetik, hogy az alapágens hogy van hello-world programként programozva.

### JADE
A Java-platform egyik keretrendszere a JADE. Itt megtalálható egy nagyon egyszerű példa a kódot futtató ügynökről.
```
package
 
helloworld
;

import
 
jade.core.Agent
;

public
 
class
 
Hello
 
extends
 
Agent
 
{

	

	
protected
 
void
 
setup
()
 
{
 

		
System
.
out
.
println
(
"Hello World. "
);

		
System
.
out
.
println
(
"My name is "
+
 
getLocalName
());
 

	
}

	

	
public
 
Hello
()
 
{

		
System
.
out
.
println
(
"Constructor called"
);

	
}

}

```

A JADE AOP modelljének lényege, hogy API-ja támogatja a szabványos FIPA Agent kommunikációs nyelvet

### Agent Speak (Jason)
Az ágensorientált fogalmak szó szerinti lefordításához a JADE-hez hasonlóan a Java és az objektumorientáltság mögött álló Agent Speak (Jason) egy "természetes" nyelvet biztosít az ágensek számára.
```
	

	
started
.

	
+
started
 
<-
 
.
print
(
"Hello World. "
).

```

### GOAL
A GOAL egy ágens programozási nyelv, kognitív ágensek programozásához. A GOAL ágensei meggyőződésükből és céljaikból hoznak döntést a választások során. A nyelv biztosítja az alapvető építőelemeket a kognitív ágensek tervezéséhez és megvalósításához olyan konstrukciók programozásával, amelyek lehetővé teszik és megkönnyítik az ügynök meggyőződésének és céljainak manipulálását, valamint strukturálják döntéshozatalát. A nyelv intuitív programozási keretrendszert nyújt, józan ész vagy gyakorlati érvelés alapján.

### SARL nyelv
A SARL  ( SARL webhely ) biztosítja az multi-ágens rendszerek programozásának alapvető absztrakcióját. Szkriptszerű szintaxist használ (Amelyet Scala és Ruby ihletett).
```
package
 
helloworld

import
 
io.sarl.core.Initialize

agent
 
HelloWorldAgent
 
{

        
on
 
Initialize
 
{
	

             
println
(
"Hello World."
)

        
}

}

```

## Köztes szoftver
A moduláris vagy bővíthető AOP-támogatás megvalósításának egyik módja a standard AOP API-k meghatározása a köztes szoftver funkcióihoz, amelyek maguk is szoftverágensként valósulnak meg. Például egy címtárszolgáltatás megvalósítható FIPA-címtárszervezőként vagy DF-szoftverágensként; Az életciklus-menedzsment az ágensek elindításához, leállításához, felfüggesztéséhez és folytatásához FIPA Agent Management Service vagy AMS ágensként valósítható meg.  Az AOP megközelítés előnye, hogy támogatja az alkalmazások, szolgáltatások és hálózatok különböző felhasználói és szolgáltatói közötti dinamikusabb szerepeket. Például hagyományosan a hálózatokat és szolgáltatásokat általában az ügyfél nevében a hálózat és a szolgáltató irányította, és egyetlen virtuális hálózati szolgáltatásként kínálták, de maguk az ügyfelek is egyre inkább fel vannak hatalmazva arra, hogy integrálják és kezeljék saját szolgáltatásaikat. Ezt AOP-n és API-n keresztül lehet elérni a köztes ágensek számára, amelyek rugalmasan és dinamikusan képesek kezelni a kommunikációt. 

## Fordítás
Ez a szócikk részben vagy egészben  az   Agent-oriented programming című angol Wikipédia-szócikk ezen változatának fordításán alapul.  Az eredeti cikk szerkesztőit annak laptörténete sorolja fel. Ez a jelzés csupán a megfogalmazás eredetét és a szerzői jogokat jelzi, nem szolgál a cikkben szereplő információk forrásmegjelöléseként.

## Kapcsolódó szócikk
- Szoftverágens